# Neckartal-Damm
Der Neckartal-Damm (englisch Neckartal Dam; Projektname) ist eine Bogengewichtsmauer in Namibia.

## Beschreibung
Die Anlage staut den Fischfluss und ist seit ihrer Fertigstellung die größte Talsperre und der größte potentielle See in Namibia. Die Staumauer steht 40 Kilometer westlich der Stadt Keetmanshoop und einige Kilometer nördlich der Ortschaft Seeheim.
Die Staumauer ist etwa 80 Meter hoch und 518 Meter lang. Der Stausee fasst etwa 857 Millionen Kubikmeter Wasser. Das Einzugsgebiet hat eine Größe von etwa 45.000 km².
Der Stausee füllte sich bereits in der Regensaison 2020/21 zum ersten Mal vollständig und lief erstmals am 19. Januar 2021 über die Hochwasserentlastungsanlage, die hier als sehr breite Staumauerkrone ausgebildet ist.
Zwei kleine Francis-Turbinen können 3,5 Megawatt elektrischer Leistung produzieren, die vor allem für die geplanten Bewässerungsanlagen vorgesehen ist.

## Nutzung
Das gestaute Wasser soll für Bewässerungsfeldwirtschaft auf mehr als 5000 Hektar genutzt werden. Zunächst sollen 1900 Hektar im Rahmen eines Public-Private-Partnership bewässert werden. Für den Anbau sind Datteln, Tafeltrauben, Mais, Luzerne und Gemüse vorgesehen.

## Geschichte
Um 1830 begann die Besiedlung des Gebietes durch die Berseba-Nama, die das Tal als Zugang zu ihrem eigentlichen Siedlungsgebiet nutzten. 1896/97 kam der Niederländer Theodor Rehobock im Auftrag des Wasseramtes in das Gebiet. Er war auf der Suche nach Möglichkeiten, eine permanente Wasserversorgung sicherzustellen. Das Gebiet wurde als geeignet angesehen und erhielt seinen heutigen Namen, nach der Farm Neckartal bei Keetmanshoop.

### Bau
Eine erste Ausschreibung vom April 2011 wurde während des Auswertungsprozesses im Januar 2012 abgebrochen. Die Anti-Corruption Commission wurde eingeschaltet. Die Ausschreibung wurde dann erneut Ende November 2012 veröffentlicht und die endgültige Vergabe des Bauauftrages fand Mitte 2013 statt, der Baubeginn erfolgte 2014. Die Bauarbeiten wurden vom italienischen Baukonzern Salini Impregilo durchgeführt. Die Baukosten wurden im Oktober 2017 mit 5,7 Milliarden Namibia-Dollar angegeben.
Die Fertigstellung war ursprünglich für 2013 geplant und erfolgte letztlich am 18. Oktober 2018. Die Einweihung fand am 13. März 2020 statt.

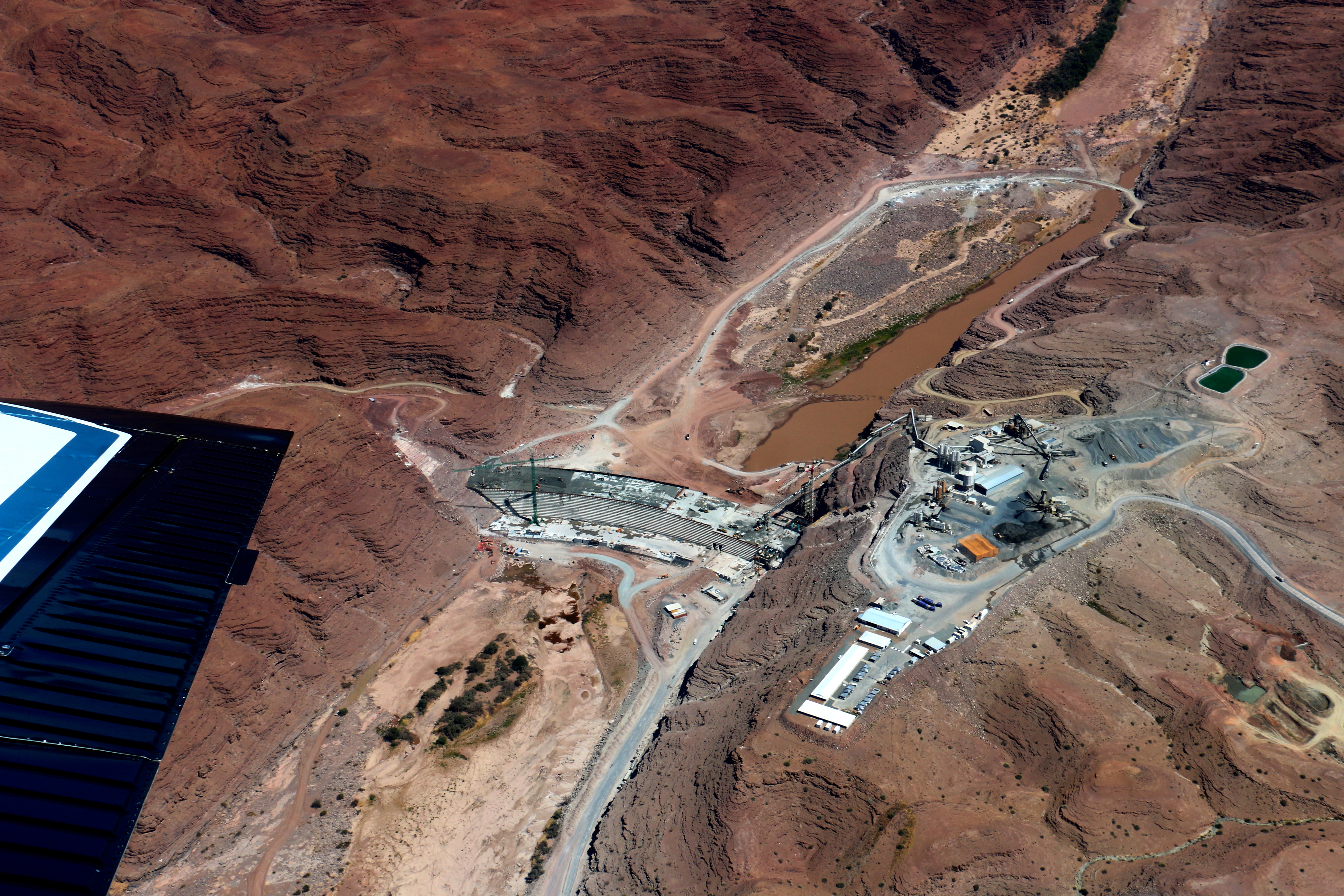
Neckartal-Staumauer Bauphase (2016)